# Otto Kaiser (Eiskunstläufer)
Otto Julius Kaiser (* 8. Mai 1901 in Wien, Österreich-Ungarn; † 7. Juni 1977) war ein österreichischer Eiskunstläufer, der im Paarlauf startete.
Kaiser trat im Paarlauf an der Seite von Lilly Scholz an. Sie wurden 1924 in Wien zum ersten Mal österreichische Meister. In den Jahren 1927 bis 1929 konnten sie den nationalen Titel erneut gewinnen.
Von 1925 bis 1929 nahmen Kaiser und Scholz an Weltmeisterschaften teil. Dabei erreichten sie immer das Podium. 1925 gewannen sie die Bronzemedaille, 1926, 1927 und 1928 wurden sie Vizeweltmeister und 1929 in Budapest schließlich Weltmeister. Ihre Hauptkonkurrenten waren ihre Landsleute Herma Szabó und Ludwig Wrede sowie die Franzosen Andrée Joly und Pierre Brunet.
Bei den Olympischen Spielen 1928 in St. Moritz errangen Kaiser und Scholz die Silbermedaille hinter Joly und Brunet.
Kaiser versuchte sich später noch einmal mit Hansi Kast im Paarlauf, konnte aber bei weitem nicht an die früheren Erfolge anknüpfen. Bei der Weltmeisterschaft 1931 belegten sie den achten und vorletzten Platz. 1933 wurden sie Dritte bei den nationalen Meisterschaften. Sein Grab befindet sich auf dem Evangelischen Friedhof Matzleinsdorf.

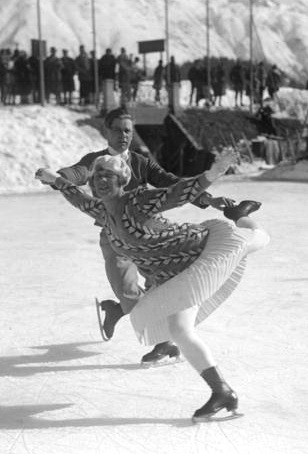
Otto Kaiser und Lilly Scholz bei den Olympischen Winterspielen 1928 in St. Moritz

## Ergebnisse

### Paarlauf
(wenn nicht anders angegeben mit Lilly Scholz)
| Wettbewerb / Jahr               | 1924 | 1925 | 1926 | 1927 | 1928 | 1929 | 1930 | 1931 | 1932 | 1933 |
| ------------------------------- | ---- | ---- | ---- | ---- | ---- | ---- | ---- | ---- | ---- | ---- |
| Olympische Winterspiele         |      |      |      |      | 2.   |      |      |      |      |      |
| Weltmeisterschaften             |      | 3.   | 2.   | 2.   | 2.   | 1.   |      | 8.*  |      |      |
| Österreichische Meisterschaften | 1.   |      |      | 1.   | 1.   | 1.   |      |      |      | 3.*  |

* mit Hansi Kast